# Bianca Ghelber
Bianca Florentina Ghelber (nacida Bianca Florentina Perie, Roman, 1 de junio de 1990) es una deportista rumana que compite en atletismo, especialista en la prueba de lanzamiento de martillo.
En los Juegos Europeos de Cracovia 2023 consiguió una medalla de plata. Ganó una medalla de oro en el Campeonato Europeo de Atletismo de 2022.
Participó en tres Juegos Olímpicos de Verano, entre los años 2008 y 2020, ocupando el sexto lugar en Tokio 2020, en su especialidad.

## Palmarés internacional
| Juegos Europeos    | Juegos Europeos   | Juegos Europeos  | Juegos Europeos |
| Año                | Lugar             | Medalla          | Prueba          |
| ------------------ | ----------------- | ---------------- | --------------- |
| 2023               | Chorzów (Polonia) | Medalla de plata | Martillo        |
| Campeonato Europeo |                   |                  |                 |
| Año                | Lugar             | Medalla          | Prueba          |
| 2022               | Múnich (Alemania) | Medalla de oro   | Martillo        |